# Juhász Norbert
Juhász Norbert (Debrecen, 1989. április 8. –) a Hagyományőrző Munkásőr Társaság országos parancsnoka.
Gyermekkori évei a Heves megyei Felsőtárkány községben teltek, itt végezte általános iskolás tanulmányait is. 
14 évesen aktivistaként csatlakozott a munkásmozgalomhoz, s korengedménnyel 15 évesen lett az akkori Magyar Kommunista Munkáspárt tagja. Majd a következő évben a párt országos elnöksége javaslatára a Központi Bizottság munkatársa lett, s pár év múltán a párt Heves megyei szervezetének elnöke.
Ekkortájt aktívan sportolt az egri vívó szakosztályban, párbajtőr szakágon. Több alkalommal szerez aranyérmet az egrieknek megyei szintű ifi versenyeken.
Egerben, a Szent Lőrinc Vendéglátóipari Szakközép Iskolában szerezte első szakmáját mint szakács. Ekkortájt indította őt akkori pártja a 2009-es Európa parlamenti választáson a pártlista 10. helyén, mint egyébként az országban az akkor legfiatalabb képviselőjelöltet. Következő évben pedig az országgyűlési választásokon is jelentős támogatást tudhatott magáénak Heves megye 1. számú választókerületében.
Ezt követően a magánbiztonsági ágazatban helyezkedett el mint személy- és vagyonőr. Sok évig dolgozott e területen és ennek megfelelően folytatta tanulmányait is. Felsőfokú biztonságszervezőként végzett, s évekig dolgozott a Holló Security Kft. területi vezetőjeként, majd megbízott ügyintézőjeként.
Később sokadmagával, különféle belső ellentétek okán lemondott összes tisztségéről, s kilépett a Munkáspártból.
Majd alapító tagként vett részt a Népi Front Párt létrehozásában, melynek színeiben a 2014-es önkormányzati választásokon, nyíltan kommunista programmal indult Bükkszék település polgármester jelöltjeként, s egy ideig ellátta a párt egri szervezetének vezetését is.
2008-tól folyamatosan dolgozott az egykori Munkásőrség alapító tagjaiból és a testület fennállásának több mint három évtizedében szolgálatot teljesített hivatásos valamint társadalmi állományú tagjaiból felállított szervező bizottságban, mely nem más feladatot tűzött ki maga elé, mint a Munkásőrség értékeinek és szellemiségének átörökítését civil szervezeti keretek között a 21. századra. 
Az általa koordinált szervező bizottság 2018. február 24-én fejezte be tevékenységét, mikor is útjára indította a Munkásőr Társaság Facebook-oldalát, közleményben bejelentette a szervezet létrejöttét, és kinevezte őt annak országos parancsnokává.
Az azóta eltelt időszakban a fiatal parancsnok vezetésével lassú de erőteljes növekedésnek indult a Munkásőr Társaság.
Nevéhez fűződik, hogy lehetőség nyílt a rendszerváltozás óta, az első és állandó Munkásőrség történeti múzeum megvalósítására.
Mindez a maga nemében egyedülálló kulturális eredmény hazánkban, egyúttal a rendvédelmi szervek történetét bemutató hazai múzeumok, kiállítások sorába is szervesen illeszkedik, hiszen 1973-ig mint az köztudott a Munkásőrség mindenkori közel 600 fős hivatásos állománya, a BM-hez volt becsatornázva illetményeit és juttatásit illetően.  
Szintén munkásságához köthető egy nem kevésbé egyedülálló kezdeményezés, a Hámori Henrik Támogatási Alap, mely a Munkásőr Társaság célkitűzéseinek és a névadó erkölcsi útmutatásának megfelelően, 2019-ben jött létre, annak igénye alapján hogy a Társaság igyekezzen szervezett keretek között megsegíteni azon tagjait, valamint azokat az egykori munkásőröket, és hozzátartozóikat akik – önhibájukon kívül – Nehéz és/vagy halmozottan hátrányos szociális helyzetbe kerültek. A támogatási alap működési kereteinek kialakításáért, és tevékenységének beindításáért, koordinálásáért, kezdettől egy személyben felel, s ajánlott föl induló pénzösszegként 1,5 millió Ft-ot az alap javára.
Saját hitvallása szerint "Le kell rombolni a gonosz mítoszt Kádár pufajkás terrorlegényeiről" és az ezzel kapcsolatos "rémmeséknek" is útját kell állniuk. 
Meggyőződése, hogy a 21. századra egy értékválsággal küzdő világ köszöntött Európa társadalmaira és benne Magyarországra, mely ellen hazai keretek között a Munkásőrség szellemisége hatékony fegyver lehet mindenkoron.
Napjainkban ezen hivatása mellett saját szőlőbirtokát, valamint az ott működő bor és pálinka manufaktúrát vezeti a Borsod megyei Edelény város határában. 